# Загальні збори акціонерів
Зага́льні збо́ри акціоне́рів — вищий орган управління акціонерним товариством. До найголовніших функцій загальних зборів акціонерів належать вибори керівних органів товариства та розгляд фінансового звіту.

## Процедура проведення загальних зборів акціонерів
Загальні збори акціонерів в Україні мають проводитися не пізніше 30 квітня року, наступного за звітним, що визначено у ч.2 ст.32 Закону «Про акціонерні товариства».
Для скликання загальних зборів необхідно:
1. Ухвалити рішення про проведення зборів.
2. Скласти перелік акціонерів, які мають право участі у загальних зборах.
3. Відіслати персональні письмові повідомлення акціонерам про проведення загальних зборів
4. Опублікувати в одному з офіційних видань НКЦПФР (наприклад, в щоденній газеті «Бюлетень. Цінні папери України») повідомлення про проведення загальних зборів.
5. Надати акціонерам можливість ознайомиться з документами.
6. Вирішити долю пропозицій акціонерів щодо порядку денного. Повідомити про зміни у порядку денному, якщо такі є.
7. Затвердити форму і текст бюлетеня для голосування.
8. Призначити реєстраційну комісію.[2]